# Saori Hara
Saori Hara (en japonés: 原 紗央莉; romanizado: Hara Saori) (Hiroshima, 1 de enero de 1988) es una actriz, AV Idol, gravure idol, modelo, escritora y personalidad televisiva japonesa.

## Primeros años
Nació en la prefectura de Hiroshima, hija de madre japonesa y padre de ascendencia germano-japonesa. Comenzó su carrera como ídolo junior con el nombre de Mai Nanami. Cuando era adolescente, cantó el tema principal de Spicy Days para el programa de televisión The Marshmallow Times, de TV Osaka en 2004. También participó en dos películas en 2005, el drama televisivo The Dream of Delinquent Boys, para TBS, y el melodrama Haru Urara.
También había hecho un fotolibro de modelos de bikini, Mai Nanami First Photobook, en mayo de 2005 y un DVD como modelo de huecograbado (gravure idol) titulado Mai Nanami: Yamagishi Shin Digital Movie Museum, estrenado en agosto de 2005. Como Nanami, también interpretó a la protagonista femenina en otra película convencional que debía ser estrenada en Japón en 2006, pero tuvo su debut en el American Film Market en Santa Mónica (California) en noviembre de 2005 como Deep Sea Monster Reigo. La película finalmente se estrenó en Japón como Reigo: The Deep Sea Monster vs the Battleship Yamato.

## Carrera AV
Después de una larga pausa, resurgió como Saori Hara en agosto de 2008, apareciendo como modelo de huecograbado, en una producción sin desnudos titulada Clear Water. Al mes siguiente posó desnuda por primera vez en la revista masculina japonesa Sabra, y se anunció su contrato para el estudio de videos para adultos Soft On Demand (SOD). Se convirtió en el rostro del grupo en su campaña contra las ETS en noviembre de 2008, un papel que anteriormente desempeñó Nana Natsume. El primer video para adultos (AV) de Hara fue lanzado por SOD en enero de 2009 con el título Real Celebrity Saori Hara: Miraculous AV Debut, que vendió cerca de 100 000 copias.
Casi al mismo tiempo que su debut audiovisual, Hara posó para un conjunto de fotos desnudas ambientadas en lugares públicos de Tokio por el fotógrafo Kishin Shinoyama que fue publicado el 28 de enero de 2009 por Asahi Press como NO NUDE by KISHIN 1 20XX TOKYO. Tanto Shinoyama como Hara fueron acusados por las autoridades de Tokio de indecencia pública. También a principios de 2009, Hara apareció en la película de TV Asahi Mission Section Chief Hitoshi Tadano: Season 4 Special, una producción en imagen real basada en el manga Tokumei Kakarichō Tadano Hitoshi.
Su video para adultos hamedori de mayo de 2009 para SOD, Real Celebrity Saori Hara: Brown Eyes, dirigido por Company Matsuo, hizo que Hara viajara a Alemania durante seis días para explorar sus raíces. El estudio SOD celebró el final del primer año de Hara con la compañía con el video de cosplay de cuatro horas titulado Real Celebrity Saori Hara: 8 Changes y Sweet Sex, donde interpreta a ocho personajes diferentes.
No mucho después de su debut audiovisual, Hara tuvo un papel en la comedia sexual del estudio Nikkatsu Corporation sobre la industria del porno, Lala Pipo, escrita por Tetsuya Nakashima y estrenada en cines en febrero de 2009. En abril de ese mismo año, Hara participó en la comedia de parodia de desastres Saikin-rettō, cantando el tema principal de la película. En el mes de julio participó en la película de V-Cinema (directamente a DVD) del género de kunoichis y sexploitation  Female Ninja Spy.
Hara hizo una aparición en televisión con un papel importante en el dorama Jōō Virgin, basada en el manga homónimo y compuesto por 24 capítulos, que fue transmitida por TV Tokyo de octubre a diciembre de 2009. También en el elenco estaban las actrices AV Yuma Asami, Akiho Yoshizawa y Sora Aoi.
El 11 de diciembre de 2009, Shūeisha publicó la autobiografía de Hara titulada My Real Name Is Mai Kato: Why I Became an AV Actress. En el libro detallaba su educación y vida familiar, sus puntos de vista sobre el sexo y su carrera como juniol idol y eventual AV Idol. Su libro es una de varias publicaciones autobiográficas de actrices sobre la industria audiovisual que se remonta al millón de ventas de Platonic Sex de Ai Iijima, así como otros trabajos destacados, desde la obra parcialmente ficticia de Mihiro Taniguchi de mayo de 2009 o la biografía de la actriz Honoka, Biography of Honoka: Mama, I Love You, publicada en enero de 2010, que el periodista de medios para adultos Rio Yasuda consideró que marcó tendencia en la que la industria audiovisual al mostrar que ésta había perdido su estigma y está siendo asimilada a la cultura popular japonesa.
Hara continuó su carrera audiovisual con SOD en 2010, incluido el lanzamiento de enero, Real Celebrity Saori Hara: 22 Years Old - Awakening Sexual Desire y August SOD Star x SOD Cinderella - Mega Gangbang, donde la trama giraba en torno a actrices "veteranas" de SOD, emparejadas con las recién llegadas. Fue la ganadora del Premio de Radiodifusión para Adultos a la Mejor Actriz en marzo de 2010 por sus apariciones en 2009 en el canal para adultos Midnight Blue.
La presencia de Hara en películas se mantuvo en 2010 con su papel en Yuriko's Aroma, que debutó en el Festival Internacional de Cine Fantástico de Yubari en febrero y se estrenó en cines en mayo. También coprotagonizó con Asami Sugiura y Mint Suzuki la parodia de terror Horny House of Horror.
Según un artículo de 2010 del Shukan Post, Hara y Maria Ozawa fueron las dos actrices AV cuyo contenido era más descargado en China. En agosto de 2010, se anunció que Hara fue elegida con la también actriz de SOD Yukiko Suoh para la película erótica en 3D de Hong Kong, y con un coste de 3,5 millones de dólares, 3D Sex and Zen: Extreme Ecstasy, producida por Stephen Shiu, productor ejecutivo de la película erótica Sex and Zen. La película se estrenó en abril de 2011.

## Parón de carrera
Según reportaron medios japoneses, Hara pasó por un ataque de nervios después del terremoto y tsunami de Tōhoku de marzo de 2011 y decidió retirarse del mundo del espectáculo, rescindiendo posteriormente su contrato con SOD. En abril de 2011, la coprotagonista de 3D Sex and Zen, Yukiko Suoh, dijo que no había podido contactar a Hara después de los eventos. Su último video original para adultos, Real Celebrity Saori Hara vs. Amateur Men: Gonzo Initiation, fue lanzado el 19 de mayo de 2011. Anunció su retiro oficial en agosto de 2011, marcándose la producción de una compilación de 5 discos que recogían sus escenas, incluidas algunas inéditas no publicadas anteriormente.
Antes de su jubilación, Hara también apareció como actriz principal en la película de producción británica grabada en Japón Venus In Eros, que se estrenó en el Festival de Cine de Cannes en mayo de 2011 y se estrenó como largometraje en Japón en octubre de 2012.
En 2011, la revista Complex la clasificó en el puesto 19 en su lista de "Las 50 estrellas porno asiáticas más calientes de todos los tiempos".

## Regreso
Después de una ausencia de más de dos años, en febrero de 2014, Hara anunció su regreso a la industria del entretenimiento bajo el nombre artístico de Miyabi Matsunoi. Reveló que durante un tiempo después de su retiro había estado trabajando a tiempo parcial en un bar de Ginza y que después de un breve noviazgo, se había casado con un hombre 24 años mayor que ella en octubre de 2012. Según un artículo de Nikkan Sports, su nuevo comienzo no la involucró directamente a la industria audiovisual, ya que se ciñó a aquellas producciones previamente elegidas por ella, pudiendo rechazar sin menoscabo las películas con escenas o de géneros fuera de sus pretensiones como actriz AV.
Matsunoi apareció en la edición del 21 de abril de 2014 de Weekly Playboy en una foto desnuda difundida bajo el título Rebirth. En 2015, Matsunoi fue elegida junto a Masahiro Inoue para participar en la serie de televisión Garo: Gold Storm Sho, donde interpretaba al personaje de Amily, uno de los antagonistas recurrentes de la serie.